# لوئی مرکانتون
لوئی مرکانتون (انگلیسی: Louis Mercanton؛ ۴ می ۱۸۷۹ – ۲۹ آوریل ۱۹۳۲) کارگردان، فیلمنامه نویس و بازیگر اهل کشور سوییس بود.